# روبیویل، کوئینزلند
روبیویل (به انگلیسی: Rubyvale) یک شهرک در استرالیا است که در کوئینزلند واقع شده‌است.